# Омский (Омская область)
Омский — посёлок в Омском районе Омской области. Административный центр Омского сельского поселения.

## География
Посёлок расположен к северу от города Омска, в 2,4 км по прямой от его наиболее близко расположенной застройки (Советского административного округа).

## История
В 1929 году в Омском районе Омского округа Сибирского края был образован мясомолочный совхоз № 54. С этого началась история посёлка Омский. До 1935 года совхоз входил в состав Омского маслотреста.
В 1935 году совхоз № 54 был преобразован в племенное хозяйство и перешёл в подчинение наркомата земледелия СССР.
С 1936 года  в посёлке Омский находится центральная усадьба племзавода.
С 1990 года поселение имеет местное самоуправление.
По состоянию на 2018 год в связи с намеченной реконструкцией Омского нефтеперерабатывающего завода вблизи посёлка возводится вахтовый посёлок для рабочих из Китая.

## Население
| 2006 | 2010  | 2021  |
| ---- | ----- | ----- |
| 1528 | ↗1628 | ↗4338 |